# Liste der Leiter der französischen Auslandsvertretung in Teheran
Dies ist die Liste der Leiter der französischen Auslandsvertretung in Teheran.

## Liste
| Ernennung / Akkreditierung | Name                                         | Bemerkungen | ernannt während der Regierung von | akkreditiert Regierung von       | Posten verlassen |
| -------------------------- | -------------------------------------------- | --- | --------------------------------- | -------------------------------- | ---------------- |
| 1700                       | Jean Billon de Cancerille                    | Jean-Baptiste Fabre Marie Petit (* 1675; † 1715) | Ludwig XIV.                       | Sultan Hosein                    |                  |
| 1708                       | Jean Billon de Cancerille                    | | Ludwig XIV.                       | Sultan Hosein                    |                  |
| 1719                       | Étienne Padery                               | (* 1674 Athen), Dragoman in Konstantinopel, Konsul in Schiras | Ludwig XV.                        | Sultan Hosein                    | 1725             |
| 1806                       | Claude Mathieu Gardane                       | | Napoleon Bonaparte                | Fath Ali Schah                   | 1809             |
| 1825                       | Eugène Desbassayns de Richemont              | (* 29. März 1800; † 26. Juni 1859) | Karl X.                           | Fath Ali Schah                   |                  |
| 8. Sep. 1839               | Édouard de Sercey                            | (* 1. April 1802; † 30. August 1881) auf der Mission begleitet von Eugène Flandin und Pascal-Xavier Coste                                                                                | Louis-Philippe I.                 | Mohammed Schah                   | Nov. 1840        |
| 1840                       | Jean-Baptiste Benoît Eyriès                  | (* 24. Juni 1767 in Marseille; † 13. Juni 1846) | Louis-Philippe I.                 | Mohammed Schah                   |                  |
| Feb. 1844                  | Eugène de Sartiges                           | (* 1809; † 1892) 1851–1859: Gesandter in Washington | Louis-Philippe I.                 | Mohammed Schah                   | März 1849        |
| 1845                       | Jean-Baptiste Benoît Eyriès                  | | Louis-Philippe I.                 | Mohammed Schah                   |                  |
| 1848                       | Alphonse François Marie Dano Alphonse Dano   | Geschäftsträger (* 15. Oktober 1818 in Vannes) | Louis-Philippe I.                 | Naser ad-Din Schah               |                  |
| 1850                       | Ernest Cloquet                               | (* 1818 in Paris; † 1856 in Teheran) Leibarzt von Nāser ad-Din Schah | Napoleon III.                     | Naser ad-Din Schah               |                  |
| 3. Mai 1855                | Vincent Graf Benedetti                       | Wurde ernannt und lehnte den Posten ab. | Napoleon III.                     | Naser ad-Din Schah               |                  |
| 9. Mai 1855                | Nicolas Prosper Bourée                       | | Napoleon III.                     | Naser ad-Din Schah               | 1857             |
| 16. Aug. 1857              | André Théodore Pichon                        | (* 6. Juni 1805 in Paris; † 12. Februar 1891) Sohn von Louis André Pichon (1771; † 1854); Generalkonsul in Port-au-Prince, 1846–1857: Generalkonsul in Smyrna.                           | Napoleon III.                     | Naser ad-Din Schah               | 16. Jan. 1862    |
| Aug. 1857                  | Henry de Bellonnet                           | Geschäftsträger | Napoleon III.                     | Naser ad-Din Schah               | Jan. 1858        |
| 28. Aug. 1861              | Arthur de Gobineau                           | am 16. Januar 1862 akkreditiert | Napoleon III.                     | Naser ad-Din Schah               | Okt. 1864        |
| Aug. 1861                  | Henry de Bellonnet                           | Geschäftsträger | Napoleon III.                     | Naser ad-Din Schah               | Okt. 1864        |
| 1863                       | Julien de Rochechouart                       | Geschäftsträger | Napoleon III.                     | Naser ad-Din Schah               |                  |
| 5. Okt. 1864               | Jacques-Adolphe Cousseau, comte de Massignac | (* 1815; † 1879), Legationssekretär 1852 – Dezember 1854 in Athen, Dezember 1854–1861 in Mûnchen.                                                                                        | Napoleon III.                     | Naser ad-Din Schah               |                  |
| 23. März 1867              | Robert Ernest de Bonnières de Wierre         | Sohn von Eugène de Bonnières de Wierre (* 30. Januar 1879) | Napoleon III.                     | Naser ad-Din Schah               | 28. Okt. 1872    |
| 13. Mai 1870               | Charles de Maugny                            | Geschäftsträger | Napoleon III.                     | Naser ad-Din Schah               | 1. Okt. 1871     |
| 1. Okt. 1871               | Gaston Belle                                 | Geschäftsträger am 17. Juli 1871 akkreditiert | Adolphe Thiers                    | Naser ad-Din Schah               | 28. Okt. 1872    |
| 28. Okt. 1872              | Alexandre Mellinet                           | | Adolphe Thiers                    | Naser ad-Din Schah               |                  |
| 1. Mai 1878                | Joseph de Mareuil                            | Geschäftsträger | Patrice de Mac-Mahon              | Naser ad-Din Schah               | 31. Dez. 1879    |
| 24. Sep. 1879              | Arthur Trico                                 | am 2. März 1882 akkreditiert | Jules Grévy                       | Naser ad-Din Schah               | 3. Okt. 1881     |
| 1894                       | René Davy de Chavigné de Balloy              | erhielt eine ausschließliche Erlaubnis für archäologische Forschung in Persien. | Jules Grévy                       | Naser ad-Din Schah               |                  |
| 9. Okt. 1898               | Fernand Souhart                              | | Félix Faure                       | Mozaffar ad-Din Schah            | 16. Okt. 1900    |
| 1900                       | Ernest Bourgare                              | | Émile Loubet                      | Mozaffar ad-Din Schah            |                  |
| 18. Sep. 1902              | Albert Defrance                              | | Émile Loubet                      | Mozaffar ad-Din Schah            | 8. Nov. 1905     |
| 8. Nov. 1905               | Léon Eugène Descos                           | | Émile Loubet                      | Mozaffar ad-Din Schah            | 23. Jan. 1905    |
| 17. März 1907              | Maximilien de La Martinière                  | ministre de France à Téhéran | Armand Fallières                  | Mohammed Ali Schah               |                  |
| 7. Juni 1907               | Louis Alphonse Daniel Nicolas                | (* 27. März 1864 in Rasht) besuchte die Ecole des jeunes de langues und die Ecole des langues orien tales vivantes. Trat am 12. August 1877 in den auswärtigen Dienst. Konsul in Täbris. | Armand Fallières                  | Mohammed Ali Schah               | 1916             |
| 7. Juni 1907               | Ramize Vadala                                | Konsul in Buschehr | Armand Fallières                  | Mohammed Ali Schah               |                  |
| 7. Juni 1907               | Lucien Saugon                                | Dragoman in Teheran 1916 Konsul in Täbris | Armand Fallières                  | Mohammed Ali Schah               |                  |
| 7. Juni 1907               | Jules Sempé                                  | Konsul in Rasht | Armand Fallières                  | Mohammed Ali Schah               |                  |
| Okt. 1910                  | Joseph du Poulpiquet du Halgouët             | Geschäftsträger (* 23. November 1874) Sohn von Pleiber-Christ Finistère, vicomte Joseph Marie Jean Guy de Poulipiquet du Halgouët                                                        | Armand Fallières                  | Ahmad Schah Kadschar             | 24. Mai 1911     |
| Feb. 1918                  | Jean-Roger Clause                            | nicht akkreditiert | Raymond Poincaré                  | Ahmad Schah Kadschar             | Aug. 1918        |
| 1918                       | Raymond Lecomte                              | starb als Geschäftsträger | Raymond Poincaré                  | Ahmad Schah Kadschar             |                  |
| Sep. 1918                  | Charles Bonin                                | | Raymond Poincaré                  | Ahmad Schah Kadschar             | Juli 1921        |
| Okt. 1920                  | Henry Hoppenot                               | Geschäftsträger | Alexandre Millerand               | Ahmad Schah Kadschar             | Juli 1921        |
| 28. Juli 1921              | Henry Hoppenot                               | Geschäftsträger | Alexandre Millerand               | Ahmad Schah Kadschar             | 20. Dez. 1921    |
| 28. Juli 1921              | Fernand Prévost                              | Sohn von Jeanne und Hippolyte Prévost | Alexandre Millerand               | Ahmad Schah Kadschar             | 16. Jan. 1924    |
| Apr. 1923                  | Maurice Dayet                                | Geschäftsträger | Alexandre Millerand               | Ahmad Schah Kadschar             | Dez. 1925        |
| 25. Jan. 1924              | Lucien Bonzom                                | Schutzmacht | Alexandre Millerand               | Ahmad Schah Kadschar             | 12. Feb. 1926    |
| Jan. 1924                  | Maurice Dayet                                | Geschäftsträger | Alexandre Millerand               | Ahmad Schah Kadschar             | Juni 1924        |
| Dez. 1925                  | Gaston Maugras                               | | Gaston Doumergue                  | Reza Schah Pahlavi               | Apr. 1927        |
| 1926                       | Jaques Tarbé de Saint-Hardouin               | Geschäftsträger | Gaston Doumergue                  | Reza Schah Pahlavi               | Apr. 1926        |
| Dez. 1926                  | Paul Ballerea                                | Geschäftsträger | Gaston Doumergue                  | Reza Schah Pahlavi               | Apr. 1927        |
| 30. Apr. 1927              | Henry Wilden                                 | | Gaston Doumergue                  | Reza Schah Pahlavi               | 10. Dez. 1929    |
| Apr. 1927                  | Paul Ballerea                                | Geschäftsträger | Gaston Doumergue                  | Reza Schah Pahlavi               | Dez. 1929        |
| Dez. 1929                  | Gaston Maugras                               | | Gaston Doumergue                  | Reza Schah Pahlavi               | Aug. 1934        |
| Jan. 1930                  | Édouard de Sercey                            | Geschäftsträger | Gaston Doumergue                  | Reza Schah Pahlavi               | Sep. 1930        |
| Juni 1933                  | Bernard Hardion                              | Geschäftsträger | Albert Lebrun                     | Reza Schah Pahlavi               | Apr. 1934        |
| Aug. 1934                  | Jean Pozzi                                   | | Albert Lebrun                     | Reza Schah Pahlavi               | März 1937        |
| 2. Okt. 1934               | Claude Achille Clarac                        | Geschäftsträger | Albert Lebrun                     | Reza Schah Pahlavi               | 18. Apr. 1935    |
| Feb. 1936                  | Claude Achille Clarac                        | Geschäftsträger | Albert Lebrun                     | Reza Schah Pahlavi               | Apr. 1937        |
| März 1937                  | Albert Bodard                                | | Albert Lebrun                     | Reza Schah Pahlavi               | Aug. 1939        |
| Nov. 1937                  | Pierre-Henry de La Blanchetal                | Geschäftsträger | Albert Lebrun                     | Reza Schah Pahlavi               | Aug. 1938        |
| 29. Dez. 1938              |                                              | echung der Beziehungen | Albert Lebrun                     | Reza Schah Pahlavi               | 21. Feb. 1939    |
| 22. Apr. 1939              | Maxime Weygand                               | | Albert Lebrun                     | Reza Schah Pahlavi               | 25. Apr. 1939    |
| 30. Juni 1939              | Jacques Coiffard                             | Geschäftsträger | Albert Lebrun                     | Reza Schah Pahlavi               | Dez. 1939        |
| Aug. 1939                  | Jean-Louis Helleu                            | außerordentlicher Gesandter und Ministre plénipotentiaire | Albert Lebrun                     | Reza Schah Pahlavi               | Feb. 1941        |
| Feb. 1941                  | Henry Hoppenot                               | außerordentlicher Gesandter und Ministre plénipotentiaire konnte kein Akkreditierungsschreiben anbringen                                                                                 | Philippe Pétain                   | Reza Schah Pahlavi               | Juli 1941        |
| Feb. 1941                  | Jean-Louis Helleu                            | Geschäftsträger | Philippe Pétain                   | Reza Schah Pahlavi               | Juli 1941        |
| Aug. 1941                  | Jean Payar                                   | außerordentlicher Gesandter und Ministre plénipotentiaire konnte kein Akkreditierungsschreiben anbringen                                                                                 | Philippe Pétain                   | Reza Schah Pahlavi               | Feb. 1942        |
| Juli 1941                  | Jacques Coiffard                             | Geschäftsträger | Philippe Pétain                   | Reza Schah Pahlavi               | Jan. 1942        |
| 12. Jan. 1942              | Marcel Bleuzet                               | Geschäftsträger | Philippe Pétain                   | Mohammad Reza Pahlavi            | 5. Feb. 1942     |
| 5. Feb. 1942               |                                              | Unterbrechung der Beziehungen durch das Vichyregime | Philippe Pétain                   | Mohammad Reza Pahlavi            |                  |
| 1944                       | Pierre Lafond                                | | Charles de Gaulle                 | Mohammad Reza Pahlavi            | 1950             |
| 1950                       | François Coulet                              | | Vincent Auriol                    | Mohammad Reza Pahlavi            | 1955             |
| 1955                       | Jacques-Émile Paris                          | | René Coty                         | Mohammad Reza Pahlavi            | 1956             |
| 1956                       | Henri Roux                                   | | René Coty                         | Mohammad Reza Pahlavi            | 1961             |
| 1961                       | Renaud Sivan                                 | | Charles de Gaulle                 | Mohammad Reza Pahlavi            | 1969             |
| 7. März 1969               | Jules Henri François Charles-Roux            | | Alain Poher                       | Mohammad Reza Pahlavi            | 4. Juli 1972     |
| 1972                       | Robert de Souza                              | | Georges Pompidou                  | Mohammad Reza Pahlavi            | 1977             |
| 1977                       | René de Saint-Légier de La Sausaye           | | Valéry Giscard d’Estaing          | Mohammad Reza Pahlavi            | 1977             |
| 1977                       | Raoul Delaye                                 | | Valéry Giscard d’Estaing          | Mohammad Reza Pahlavi            | 1980             |
| 1980                       | Guy Georgy                                   | | Valéry Giscard d’Estaing          | Abolhassan Banisadr              | 1982             |
| 1982                       | José Paoli                                   | | François Mitterrand               | Ali Chamene'i                    | 1984             |
| 1985                       | Pierre Lafrance                              | | François Mitterrand               | Ali Chamene'i                    | 1987             |
| 17. Juli 1987              | Rupturedes relations diplomatiques           | Schutzmacht: Italien | François Mitterrand               | Ali Chamene'i                    | 16. Juni 1988    |
| 1988                       | Christian Graeff                             | | François Mitterrand               | Ali Chamene'i                    | 1991             |
| 1991                       | Hubert Colin de Verdière                     | | François Mitterrand               | Ali Akbar Haschemi Rafsandschani | 1994             |
| 1994                       | Jean-Pierre Masset                           | | François Mitterrand               | Ali Akbar Haschemi Rafsandschani | 1998             |
| 1998                       | Philippe de Suremain                         | | Jacques Chirac                    | Mohammad Chatami                 | 2001             |
| 2001                       | François Nicoullaud                          | | Jacques Chirac                    | Mohammad Chatami                 | 2005             |
| 2005                       | Bernard Poletti                              | | Jacques Chirac                    | Mahmud Ahmadinedschad            | 2010             |
| 2011                       | Bruno Foucher                                | | Nicolas Sarkozy                   | Mahmud Ahmadinedschad            |                  |